# Ричард I Львиное Сердце
Ри́чард I Льви́ное Се́рдце (англ. Richard the Lionheart, фр. Richard Cœur de Lion, 8 сентября 1157, Оксфорд, Англия — 6 апреля 1199, Шалю, герцогство Аквитания) — король Англии, правивший с 1189 по 1199 год. Традиционно считается одним из величайших крестоносцев в истории средневековой Европы. Представитель династии Плантагенетов. Сын короля Генриха II и герцогини Алиеноры Аквитанской. Старший брат короля Иоанна Безземельного, с которым у Ричарда сложилась особая система отношений. У него также имелось другое прозвище (не столь известное, как Львиное Сердце) — Ричард Да-и-Нет (окс. Oc-e-No), которое означало его лаконичность или же что его легко склонить в ту или другую сторону. Один из самых известных крестоносцев, большую часть своего правления провёл за пределами Англии в крестовых походах и иных войнах, прославился как выдающийся полководец; однако при этом фактически страной в его отсутствие поочерёдно управляли Гийом Лоншан, Алиенора Аквитанская и Хьюберт Уолтер.
Титулы: граф де Пуатье (1169—1189), герцог Аквитании (1189—1199), король Англии (1189—1199), герцог Нормандии (1189—1199), граф Анжуйский и Мэнский (1189—1199).

## Ранние годы
Третий из пятерых сыновей Генриха II Английского и Алиеноры Аквитанской — Ричард родился 8 сентября 1157 года в Оксфорде, вероятно, в замке Бомонт. По легенде, кормилицей принца была Годирна, мать философа и богослова Александра Неккама, родившегося с ним в один день. Много лет спустя, став королём, Ричард назначил ей щедрую пенсию.
В марте 1159 года была достигнута договорённость о браке Ричарда с одной из дочерей Рамона Беренгера IV, графа Барселоны. Однако этому союзу не суждено было осуществиться. Старший брат Ричарда, Генрих, был женат на Маргарите, дочери короля Франции Людовика VII. Несмотря на это, между королями Англии и Франции время от времени происходили конфликты. В 1168 году лишь усилиями папы римского Александра III было обеспечено перемирие между Генрихом II и Людовиком VII.
В то время Генрих II предполагал разделить своё королевство между тремя своими сыновьями. Генрих (род. 1155) должен был стать королём Англии, также под его контроль переходили Анжу, Мэн и Нормандия. Ричарду предназначалась Аквитания и графство Пуату — фьефы его матери. Джеффри (род. 1158) получал Бретань через брак с Констанцией, наследницей провинции. 6 января 1169 года в Монмирае вместе с отцом и братьями Генрихом и Джеффри Ричард принёс присягу феодальной верности Людовику VII как наследник Пуату и Аквитании. В тот же день было достигнуто соглашение о браке Ричарда и дочери Людовика Адель (Алис). Этот союз должен был скрепить договор о мире между королями Англии и Франции.
Ричард воспитывался при дворе матери, Алиеноры Аквитанской, чьи личные владения были предназначены ему в наследство. Мать позаботилась о том, чтобы подданные ближе познакомились со своим сюзереном. На Пасху 1170 года было созвано большое собрание аристократии в Ньоре, на котором Алиенора именем своего сына отменила конфискации, наложенные Генрихом II на земли Аквитании, а также наделила привилегиями некоторые монастыри. В Пуатье на праздник Святой Троицы Ричарду во время пышной церемонии был присвоен символический титул аббата Сент-Илера. В Лиможе произошла интронизация Ричарда, во время которой он сочетался союзом с городом и герцогством, надев на палец кольцо святой Валерии, покровительницы этих мест. После того, как Ричард был увенчан диадемой, его опоясали мечом и надели рыцарские шпоры. Ритуал, сочинённый по случаю, предполагалось использовать для благословения всех последующих герцогов Аквитании. В Лиможе Ричард вместе с матерью заложил первый камень в основание строящейся церкви святого Августина. Затем Алиенора с сыном объехали домены всех своих вассалов, получивших льготы на собрании в Ньоре.
Ричард был хорошо образован (он писал стихи на французском и окситанском языках) и очень привлекателен — ростом около 190 см, голубоглазый и светловолосый. Гордившаяся сыном Алиенора любовно называла его «мой пуатевинец». Больше всего Ричард любил воевать — с детства проявлял недюжинные политические и военные способности, был знаменит своей храбростью, умел брать верх над аристократами в своих землях. Он придавал большое значение церковным торжествам и, по рассказам современников, охотно участвовал в песнопениях, сопровождавших обряды, и даже руководил хором при помощи «голоса и жеста». Так же, как и его братья, Ричард боготворил свою мать и не ценил своего отца за пренебрежение ею. Высокий уровень куртуазной культуры при дворе Алиеноры в Пуатье, где при поддержке королевы процветала поэзия миннезингеров и трубадуров, в значительной степени повлиял на формирование его личности.

В 1170 году старший брат Ричарда, Генрих, был коронован под именем Генриха III (в исторической литературе его обычно называют «Молодой король», чтобы не путать с Генрихом III, племянником «молодого» Генриха и Ричарда, сыном Иоанна), но фактически так и не получил реальной власти. 

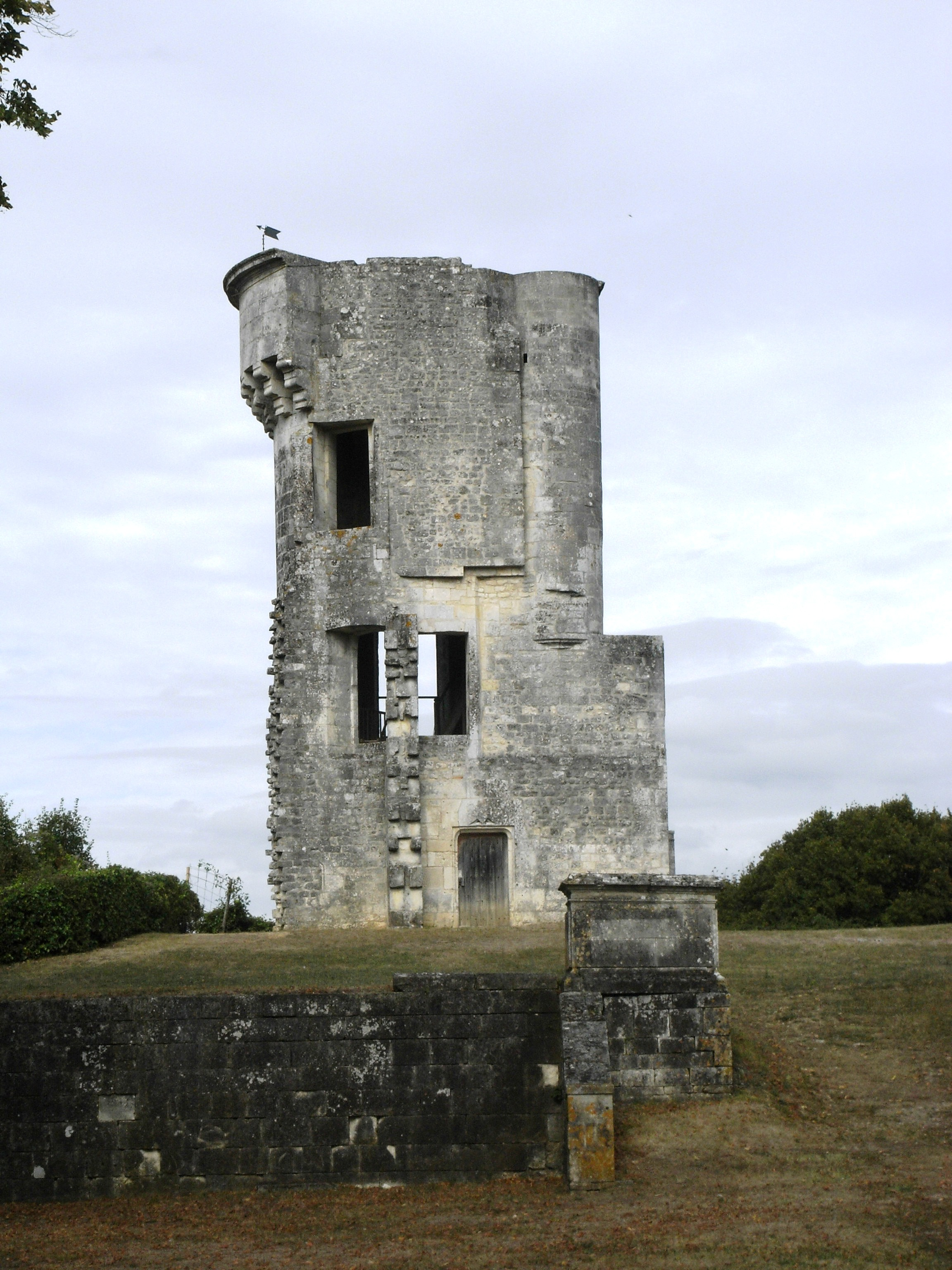
Замок Жоффруа де Ранкона Тельбур, здесь укрылся Ричард после того, как Генрих II захватил замок Сент и взял в плен 60 рыцарей и 400 оруженосцев

В 1173 году Ричард вместе с братом Джеффри примкнул к мятежу Генриха Молодого против отца. По мнению хрониста Ральфа Коггсхоллского, именно Генрих Молодой, желавший править самостоятельно, по крайней мере, на части земель, переданных ему отцом, был подстрекателем восстания против Генриха II. Шестнадцатилетний же Ричард принял участие в мятеже лишь по наставлению матери. Вначале принцев поддержали главные бароны Пуату и Аквитании, потом к ним присоединились и английские бароны. Но Генрих II, после некоторого замешательства, стал действовать решительно. Благодаря наёмникам из Брабанта, он одерживал одну победу за другой. Весной 1174 года жители Ла-Рошели, опасаясь мести со стороны английского короля, отказались принять Ричарда. Ему пришлось укрыться в Сенте, а позднее, при подходе войск Генриха II, поспешно покинуть эту цитадель. Алиенора Аквитанская была арестована, переправлена в Англию в Винчестер, потом — в крепость Солсбери. Понимая, что дело проиграно, Ричард первым из братьев, явившись к отцу в Пуатье 23 сентября 1174 года, вымолил прощение. Согласно договору, заключённому в Фалезе в октябре того же года, Ричард сохранил Пуату, однако подчинялся отцу. Он имел право получать часть налоговых сборов, в его владение передавалось несколько замков с условием, что они не будут укреплены. Сенешалем провинции был назначен барон Портекли де Мозе, удержавший во время мятежа Ла-Рошель. Вместе с Джеффри Ричард принёс в Ле-Мане оммаж Генриху II. В июне 1175 года он пошёл походом на баронов, не желавших подчиняться отцу, и после двухмесячной осады взял замок Пюи-де-Кастильон, принадлежавший Арно де Бутвиллю. Вместе с брабантскими наёмниками вступил на земли Лимузена, взял города Экс и Лимож. С присоединившимся к нему Генрихом Молодым Ричард участвовал в осаде Шатонёфа.
На первой Рождественской ассамблее, которую Ричард в качестве самостоятельного правителя Аквитании созвал в Бордо в 1176 году, до него дошли сведения об опасностях, которым подвергались паломники на пути в Сантьяго-де-Компостела. Ричард срочно выступил в поход, атаковал и захватил города (Дакс, Байонну) и крепости (Сен-Пьер, Сиз), где обосновались сеньоры, грабившие пилигримов. Он отменил пошлины, которые накладывались на паломников. Войско, состоявшее из брабантских наёмников, Ричард распустил, не заплатив жалования. Ландскнехты занялись грабежами в Лимузене. После жалобы, принесённой Ричарду епископом Жераром Лиможским, произошёл бой при Малеморе, где около двух тысяч наёмников было убито.
В 1177 году папа Александр III через своего легата потребовал от Генриха II заключения брака между дочерью Людовика VII и Ричардом. Сначала английский король попросил отсрочки решения вопроса, но на встрече в Иври с Людовиком 21 сентября он подтвердил, что бракосочетание состоится. Приданым Адель должно было стать Берри. Учитывая то обстоятельство, что Ричард позднее пытался вступить в брак: сначала с Маго, дочерью Вюльгрена Тейлефера, за которой давали графство Ла-Марш, потом с дочерью Фридриха Барбароссы, историки делают вывод, что он не считал себя связанным какими-либо обязательствами в отношении Адель.
Ричард продолжал боевые действия против мятежных баронов: он, в союзе с епископом Пуатье Иоанном Прекрасноруким, разбил у Барбезьё наёмников графа Вюльгрена Ангулемского, а несколько позже захватил замок Лимож, принадлежавший Эймару Лиможскому. По поручению отца он разогнал лиможский капитул, избравший епископом Себрана Шабо, родственники которого принимали участие в мятеже 1173 года. Позднее Генриху II пришлось признать назначение Себрана Шабо, посвящённого в сан архиепископа Буржского папой римским. Верный союзник Алиеноры, Жоффруа де Ранкон осадил замок в Понсе. В то же время Ричард разорил несколько замков Ранкона: Ришмон, Жансак, Марсийяк, Авилль, Гурвиль и начал осаду главной цитадели Ранкона — замка Тайбур, считавшимся неприступным, так как он был окружён тройным кольцом крепостных стен. Когда 8 мая Ричарду удалось проникнуть за укрепления Тайбура, Жоффруа де Ранкон капитулировал. Сдался и Вюльгрен Ангулемский, его замок Монтиньяк был снесён.
В 1179 году Генрих добился от Алиеноры Аквитанской герцогского титула для Ричарда. Уже в качестве герцога Аквитании 1 ноября тот присутствовал вместе с двумя братьями на помазании французского короля Филиппа II Августа.
Весной 1183 года Ричард, поссорившийся с братьями, начал боевые действия против Эймара Лиможского. Он взял Иссуден, Пьер-Бюффьер и присоединился к Генриху II, начавшему осаду Лиможского замка. В свою очередь Генрих Молодой обратился за помощью к французскому королю. Наёмники, присланные Филиппом, помогли захватить Генриху Молодому Сен-Леонар-де-Нобла. В конце мая Генрих Молодой заболел и, предчувствуя близкую кончину, просил через епископа Ажанского прощения у отца. «Молодой король» перед смертью высказал пожелание о возвращении Алиеноре полной свободы. После смерти «Молодого короля» Ричард стал наследником английской короны, Аквитанию же Генрих II решил отдать его младшему брату Иоанну. Попросив время на раздумье, Ричард удалился в Аквитанию и оттуда прислал решительный отказ. Это послужило причиной нового конфликта — на этот раз между Ричардом, с одной стороны, и Джеффри и Иоанном — с другой. К младшим братьям присоединились некоторые военачальники Генриха Молодого. Однако осенью 1184 года семья Плантагенетов в ознаменование своего примирения на день святого Андрея собралась в Вестминстере; немного позже, на Рождество, при королевском дворе в Донфроне в Нормандии снова состоялся всеобщий съезд. Через некоторое время Алиеноре Аквитанской было разрешено посетить могилу сына Генриха в Руане. В этой поездке её сопровождал Ричард, вознамерившийся уступить матери пожизненный сюзеренитет над герцогством, на деле он продолжал править Аквитанией.
После гибели в августе 1186 года Джеффри Бретонского на рыцарском турнире, Генрих II, понимая, что больше всего ему сейчас нужен мир, заключил 25 марта 1187 года в Нонанкуре очередное соглашение с королём Франции. Ричард, однако, не признавая мирного договора, продолжал военные действия. В ответ Филипп Август захватил в Берри Грасэ и Иссуден. Весть о падении Иерусалима заставила Ричарда изменить свои намерения: он просил при посредничестве Филиппа, графа Фландрского, перемирия у короля Франции, намереваясь идти походом в Святую землю. Гервасий Кентерберийский, рассказывая о беседе двух королей, передаёт слова Ричарда: «Я бы босиком отправился в Иерусалим, дабы снискать его благодать». По сообщениям хронистов, на этой встрече Филипп Август рассказал Ричарду о связи своей сестры Адель с Генрихом II. Ричард принял крест от епископа Варфоломея Турского. По всем церквям Франции и Англии было объявлено о сборе особой «саладиновой десятины» для снаряжения нового крестового похода. В Пуату Ричард выпустил из тюрем тех заключённых, кто высказал желание идти в Святую землю. Однако немедленно отправиться в поход Ричарду помешала очередная баронская смута в Пуату и борьба против Раймунда Тулузского. Ричард захватил рыцаря из свиты Раймунда, в ответ граф Тулузы пленил двух рыцарей, возвращавшихся из паломничества в Сантьяго-де-Компостела, и предложил Ричарду обмен заложниками.
После безрезультатного обращения за посредничеством к французскому королю, Ричард занял Муассак и подошёл к стенам Тулузы. Раймунд запросил помощи у Филиппа, который взял беррийские города: Шатору, Аржантон, Бюзанс, Монришар, Левру. Конфликт с заложниками был разрешён при посредничестве Генриха II, предложившего в третейские судьи архиепископа Дублина Иоанна Камина. Ричард же, чтобы отомстить за нападения на города Берри, захватил замок Рош и взял в плен его владельца, Гийома де Барра, человека, близкого к французскому королю. Последовало несколько встреч королей Англии и Франции, целью которых было перемирие. 18 ноября 1188 года в Бонмулине Генрих II был неприятно поражён, что вместе с Филиппом прибыл и Ричард. Король Франции, в который раз, желал узнать, когда же его сестра станет женой наследника английского престола; кроме этого, он потребовал для Ричарда провинции Турень, Анжу, Мэн, Нормандию. Генрих II ответил отказом, тогда Ричард, сняв с себя меч, перед всеми принёс Филиппу вассальную присягу за свои французские фьефы. Возмущённый Генрих прервал встречу. Ричард же отправился вместе с Филиппом в Париж и, в нарушение установленного у Плантагенетов обычая, провёл Рождество с французским королём, а не при дворе отца.
Весной 1189 года на встрече с архиепископом Кентерберийским, присланным отцом, Ричард потребовал, чтобы брат Иоанн вместе с ним отправился в Святую землю. Он опасался, что, воспользовавшись отсутствием старшего сына, Генрих коронует младшего. Боевые действия продолжались: Ричард совершил набег на Ле-Ман, где в то время находился Генрих, король Филипп взял Тур. На последней встрече в Коломбье короли Англии и Франции договорились обменяться списками баронов, своих союзников. Генрих возвратился из Коломбье совсем больным, его дни были сочтены. Рассказывают, что умирающий король просил Уильяма Маршала прочитать список сеньоров, примкнувших к Филиппу и Ричарду. Первым в списке значилось имя принца Иоанна, — так король узнал об измене сына. Не дослушав Маршала, Генрих, отвернувшись к стене, оставался неподвижен три дня и умер 6 июля 1189 года.

## Правление

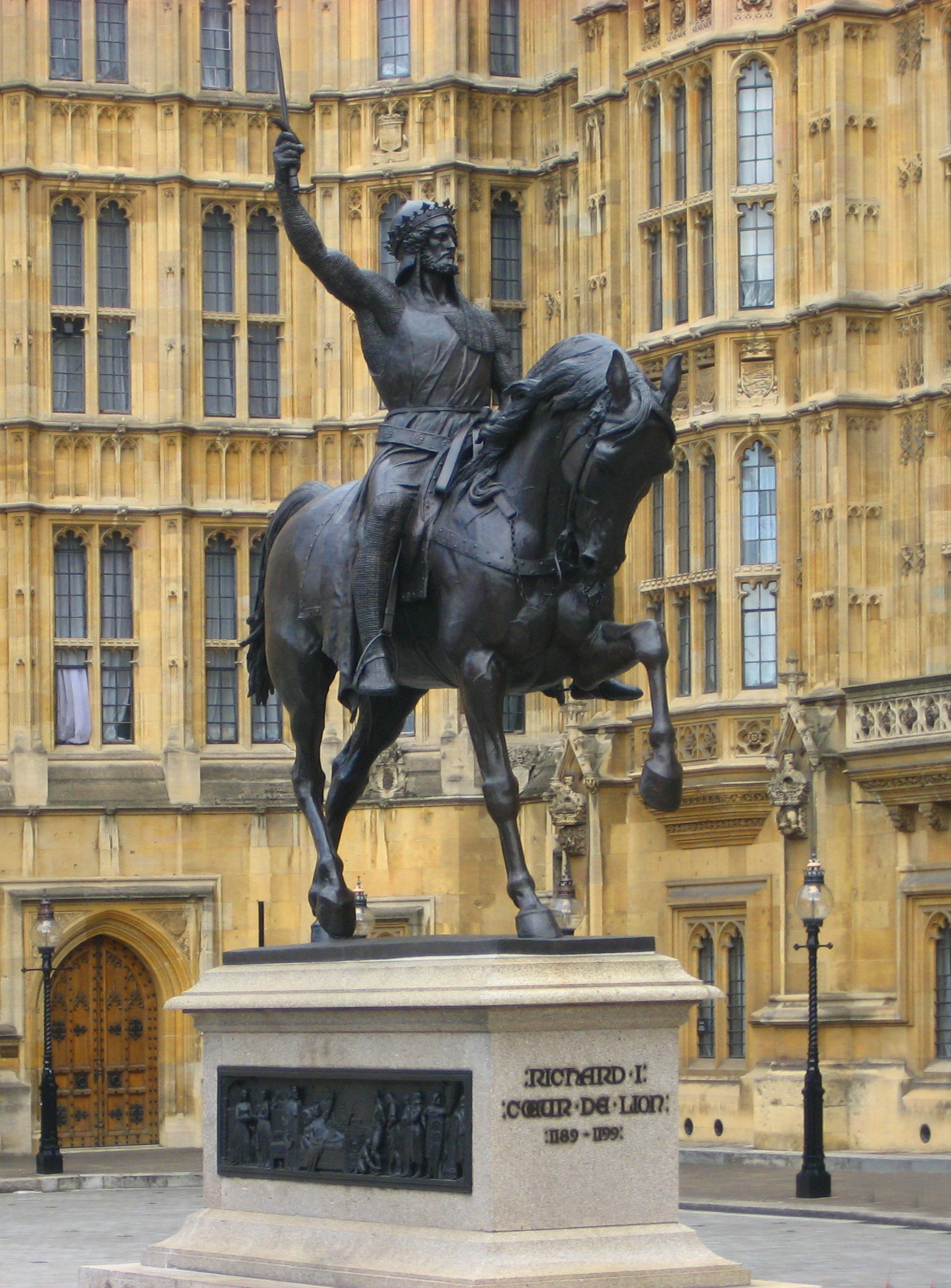
Памятник Ричарду I во дворе Вестминстерского дворца

По сообщению одного из хронистов, Ричард был сильно опечален смертью отца. Он лично сопровождал останки Генриха из замка Шинон в аббатство Фонтевро, усыпальницу Плантагенетов. После погребения отца Ричард направился в Руан, где 20 июля 1189 года он был возведён в достоинство герцога Нормандского.
Из всех баронов, верных покойному королю, Ричард наказал лишь сенешаля Анжу, Этьена де Марсэя. Тот был заключён в тюрьму, новый король распорядился держать его закованным в железо и подвергнуть пытке, чтобы добиться возврата всех денег и владений, полученных на службе у Генриха. Ричард также способствовал новому браку жены де Марсэя. Однако остальные союзники Генриха II сохранили и свои посты, и своё имущество. Бароны же, оставившие его, чтобы перейти на сторону Ричарда, не получили никаких вознаграждений, более того, им не были возвращены владения, отобранные Генрихом, так как новый король объявил, что сам факт предательства заслуживает наказания. Особого внимания Ричард удостоил самых верных слуг отца: Мориса де Краона и Уильяма Маршала. Король пожелал, чтобы они служили ему так же, как Генриху. Ричард помирился с Иоанном, которому даровал титул графа Мортэнского, земли в Англии, и, сверх того, подтвердил все отцовские земельные пожалования брату.
22 июля Ричард встретился на переговорах с Филиппом Августом, состоявшихся между Шомоном и Три, уже как король Англии. Разговор шёл о яблоке раздора между королями двух стран — замке Жизор, который мечтал получить Филипп. Ричард не назвал точной даты перехода Жизора Филиппу, но обещал добавить к 20 тысячам марок субсидии, обещанной ещё Генрихом II, 4 тысячи марок серебром и 4 тысячи фунтов стерлингов.
Одним из первых действий Ричарда в качестве короля было освобождение Алиеноры. С этим поручением в Винчестер был направлен Уильям Маршал, обнаруживший, однако, что она «уже освобождена и ещё более властна, чем когда-либо прежде». Алиенора готовилась ко встрече своего сына и его коронации. Разъезжая по стране, королева освобождала узников, получивших право по специальному указу доказать свою невиновность. Большей частью это касалось обвинённых в рубке леса или браконьерстве. Сам Ричард поспешил вернуть утраченные права тем баронам, которые лишились их по произволу Генриха II. Главные епископы страны: Кентерберийский, Рочестерский, Линкольнский и Честерский получили возможность вернуться в Англию. Автор Gesta Henrici описывает общее настроение в Англии как радость от восшествия на престол Ричарда и надежду на лучшую долю. По прибытии в страну Ричард, по-прежнему считавший главной своей целью крестовый поход, произвёл оценку средств в королевской казне. По различным данным, в то время в ней находилось от 90 тысяч ливров золотом и серебром до 100 тысяч марок. Перед коронацией Ричарду пришлось улаживать конфликт в связи с назначением незаконнорождённого сына Генриха II Джеффри в архиепископы Йоркские. Несмотря на то, что он был избран канониками собора в Йорке, против его кандидатуры выступали королева Алиенора и архиепископ Губерт Готье. 29 августа состоялось бракосочетание брата Ричарда Иоанна с Изабеллой Глостер. По случаю этого события Ричард пожаловал Иоанну множество английских замков, в том числе: Ноттингем, Уоллингфорд и Тикхилл.
3 сентября 1189 года Ричард был коронован в Вестминстере. Венчание на царство Ричарда подробнейшим образом описано хронистом Роджером Ховеденским. Празднество, продолжавшееся три дня, было омрачено еврейскими погромами в Лондоне. Накануне коронации Ричард, опасаясь беспорядков, вполне возможных в толпе, разгорячённой даровым вином, запретил присутствовать евреям на обряде. Однако некоторые богатые евреи нарушили указ. Наводя порядок, дворцовая стража действовала жёстко: по сообщению хрониста из Питерборо, были раненые, некоторые смертельно. Разъярённые лондонцы направились громить и жечь дома евреев. Спасаясь от убийств, те искали убежища у своих друзей и в лондонском Тауэре. Король узнал о беспорядках на следующий день, зачинщики были схвачены, трое из них были приговорены к смертной казни. По всем английским графствам Ричард разослал указ о запрещении нападений на евреев, однако погромы перекинулись в Линкольн, Стаффорд, Йорк и другие города.
Вскоре король бросил все силы на подготовку крестового похода. На время своего отсутствия Ричард назначил судьями (юстициариями), которые должны были возглавлять выездные суды, графа Омальского Уильяма де Мандевиля и епископа Дарема Гуго, главным казначеем — брата Уильяма Маршала Жана, канцлером — епископа Илийского Уильяма де Лоншана. Де Мандевилль отвечал также за континентальные владения короля. Чтобы увеличить доходы, Ричард начал ревизию, заставив отчитаться всех представителей власти на королевских землях. Вероятно, он был первым монархом, который увеличил поступления в казну за счёт торговли государственными должностями. Те из чиновников, кто не в состоянии был заплатить выкуп, заключались в тюрьму, причём особенно пострадали верные слуги предыдущего короля. Деятели церкви также были обязаны внести лепту, оплачивая свои должности и приобретая земельные владения. По словам хрониста Ричарда из Девайзеса, король «со многим усердием облегчал бремя всех тех, кого несколько отягощало их серебро, жалуя всякому по его вкусу должности и владения». Он даже освободил от вассальной клятвы наследников короля Шотландии Вильгельма I за сумму в 10 тысяч марок. Таким образом Ричард обеспечил мир на севере Англии, необходимый ему на время крестового похода. Единокровный брат короля Джеффри, ставший после долгой тяжбы архиепископом Кентерберийским, внёс в казну 3 тысячи фунтов. Как признавался Ричард, он бы продал и Лондон, если бы на него нашёлся покупатель. Мало зная Англию (из десяти лет своего правления Ричард провёл в ней только полгода), он свёл управление страной ко взиманию огромных налогов на финансирование армии и флота. 11 декабря 1189 года король отплыл из Дувра в Нормандию, высадившись в Кале. На Рождество он созвал Королевский суд в Бюре, а немного позже встретился с Филиппом Августом, чтобы обсудить детали предстоящего похода. Ричард и Филипп заключили договор, в котором обязывались хранить верность и помогать друг другу. На время крестового похода рыцари двух войск поклялись не воевать между собой. Согласно договору, если один из двух королей умрёт во время экспедиции, оставшийся в живых обязывался направить все средства и людей покойного на помощь Святой земле. В феврале Ричард встретился со своей матерью, невестой и братьями Иоанном и Джеффри, архиепископом Кентерберийским. Король изменил свои назначения: помимо того, что Уильям де Лоншан утверждался в звании канцлера, ему также вменялись обязанности юстициария Англии, епископ Даремский Гуго стал разъездным юстициарием земель, располагавшихся в долинах рек Хамбер, Трент и Уз. Братья короля, по его требованию, обещали не возвращаться в Англию в течение трёх лет, не испросив на то разрешения Ричарда. Перед отъездом в Святую землю Ричард осадил в Гаскони один из замков, из которых совершались набеги на паломников, следовавших в Сантьяго-де-Кампостела. Один из предводителей разбойников, Гийом де Шизи, был схвачен и казнён.

## Третий крестовый поход
Перед отбытием в Святую землю Ричард и Филипп встретились в Везеле, выступив оттуда 1 июля 1190 года. По словам Роджера Ховеденского и Амбруаза Нормандского, численность их армий достигала 100 тысяч человек, что является сильным преувеличением. По другим, более точным данным, известно, что французский король располагал всего 650 рыцарями и 1300 пехотинцами, и, если исходить из вместимости судов, которых насчитывалось 107, войско Ричарда превосходило эти силы всего в 2-3 раза, причём рыцарей в нём было не более 1100—1200. Обе армии крестоносцев дошли до Лиона, где разделились: французский король направился в Геную, английский — в Марсель, где его должен был ожидать флот из Англии. Однако корабли не прибыли в назначенный срок, и 7 августа Ричард решил отплыть на судах, предоставленных ему внаём марсельцами. По морю он проследовал до Генуи, где состоялась его встреча с Филиппом, потом, двигаясь вдоль итальянского побережья, Ричард достиг Салерно. В Салерно к королю наконец прибыли корабли из Англии.

### Взятие Мессины. Мирный договор с Танкредом
23 сентября 1190 года флотилия из 100 кораблей и 14 барок торжественно вошла в порт Мессины, где уже находился король Филипп. Французский король в тот же день должен был направиться к Акре, однако непогода заставила его вернуться в Мессину.
28 сентября Ричард встретился со своей сестрой Иоанной, вдовой Вильгельма II. Племянник Вильгельма, Танкред I, претендент на королевский престол Сицилии, лишил её наследства, она находилась в крепости Палермо фактически на положении пленницы. Ричард поселил сестру в госпитале Святого Иоанна Иерусалимского. Посетивший их на следующий день Филипп настолько был поражён красотой Иоанны, что, по словам хронистов, «собрался взять её в супруги». Однако подобный супружеский союз не входил в планы Ричарда. Он захватил крепость-монастырь Ла Баньяра и разместил там сестру под охраной своих рыцарей. Через некоторое время король занял замок на острове в проливе Фар. Действия Ричарда привели к конфликту между английскими крестоносцами и жителями Мессины. 4 октября Ричард захватил Мессину, потеряв пять рыцарей и двадцать оруженосцев из своей свиты. Французы не помогли в штурме города англичанам, что вызвало недовольство в рядах последних. Однако 8 октября союз между двумя королями был возобновлён. 4 марта 1191 года Ричард и Танкред подписали мирный договор, по которому Иоанна получала компенсацию за утраченное имущество, а Ричард провозгласил своим наследником на престоле Англии племянника Артура Бретонского, сына Джеффри, за которого Танкред обещал выдать в будущем одну из своих дочерей. В результате этого договора ухудшились отношения Англии со Священной Римской империей, а брат Ричарда Иоанн, сам желавший стать наследником, поднял мятеж. Перед своим отъездом Ричард встретился с Танкредом в Таормине. Тот сообщил, что Филипп предупреждал его о вероломстве Ричарда, который якобы не собирался соблюдать мирный договор. Король Англии потребовал объяснений от Филиппа, отрицавшего всё и обвинившего в свою очередь Ричарда в том, что он пытается избежать брака с Аликс. Ричард же отвечал, что не может взять её в жёны, так как «отец мой познал её и родил от неё сына». Некоторое время ушло на улаживание ссоры между двумя королями. Филипп и Ричард достигли соглашения, по которому Аликс считалась свободной, король Англии выплачивал компенсацию в десять тысяч марок серебром и возвращал Франции замок Жизор.
30 марта 1191 года в Мессину прибыла, сопровождаемая матерью Ричарда, Беренгария Наваррская, новая невеста короля. Алиенора посчитала, что владение Наваррой, находящейся к югу от Аквитании, обезопасит её земли. Беренгария вместе с Иоанной Английской на отдельном корабле направилась за Ричардом, который покинул Сицилию в начале апреля, располагая уже флотом из 219 кораблей.

### Завоевание Кипра

Эмблема Исаака Комнина

Флот английского короля 12 апреля попал в сильный шторм, Ричард с частью кораблей сделал короткую остановку на Крите, а 22 числа высадился на Родосе. 1 мая король отплыл из Родоса, новое происшествие задержало его на пути в Акру — четыре корабля из флотилии было выброшено штормом на берег Кипра. Три из них были уничтожены бурей. Четвёртый, на котором находились сестра и невеста Ричарда, уцелел, но правитель Кипра Исаак Комнин не пустил его в порт. Ричард поспешил им на помощь, его посланцы просили освободить немногих уцелевших после кораблекрушения, но Исаак заключил их в тюрьму и требовал выкуп. 6 мая, получив отказ, английский король приказал штурмовать Лимасол. Захватив город, крестоносцы преследовали отступившее войско Комнина, сам император едва избежал плена. 11 мая к Ричарду присоединились прибывшие из Палестины Ги де Лузиньян, принц Антиохийский с сыном, графом Триполи, Лев, брат князя Армянского Рубена и Онфруа де Торон. Император Исаак, оставленный бо́льшей частью своих людей, предложил Ричарду мирный договор, условия которого король принял. Однако император, не собираясь соблюдать мирные договорённости, бежал.
12 мая Ричард обвенчался с Беренгарией Наваррской. Брак Ричарда и Беренгарии был бездетным — они очень мало времени провели вместе, поскольку Ричарда гораздо больше интересовали военные победы. Английский хронист Ричард Девайзский писал, что Беренгария была более умной, нежели красивой. Это был брак по расчёту — он приносил королю стратегически важные крепости, обеспечивал безопасность южных границ его французских владений и избавлял Ричарда от необходимости жениться на Адели. От имени короля Кипром остались править Ричард Камвилл и Роберт Тернхемский. Остров стал перевалочной базой для крестоносцев, которой не угрожали набеги.

### Осада и взятие Акры

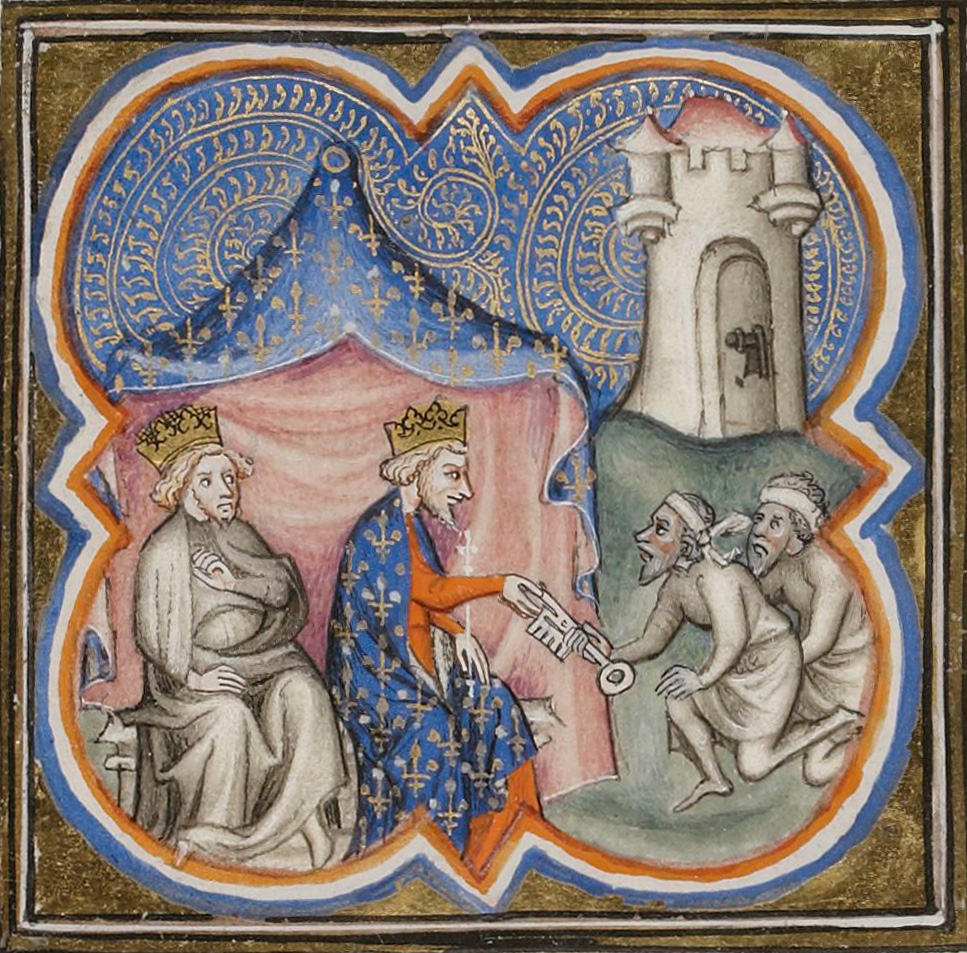
Филипп Август и Ричард Львиное Сердце получают ключи от Акры (1191). Миниатюра XIV в. из «Больших французских хроник». Париж, Национальная Библиотека Франции, Отдел рукописей, 2813.

8 июня 1191 года Ричард вошёл в залив Святого Иоанна Акрского. К тому времени крестоносцы уже два года осаждали город и почти овладели Акрой, но сами были окружены войсками Саладина. После многочисленных атак крестоносцев, к которым присоединились войска Ричарда и Филиппа, защитники Акры предложили сдать город при условии, что им будет сохранена жизнь и обеспечено отступление. Однако Ричард и Филипп потребовали возвращения Иерусалима с прилегающими землями и освобождения христиан, захваченных в плен с 1187 года. Саладин не согласился, боевые действия продолжились. 5 июля крестоносцам удалось пробить брешь в крепостной стене Акры, на следующий день начался новый штурм города. Защитники Акры пытались возобновить переговоры, Ричард же отдал приказание продолжить разрушение стен города, посулив каждому, кто принесёт камень из башни, называемой Башней Проклятия, слиток золота. 12 июля Акра пала, Саладин отступил в Сефорию, уничтожая на своём пути крепости, города, сады и виноградники вплоть до Хайфы. Условия капитуляции принимались при посредничестве рыцарей ордена госпитальеров и Конрада Монферратского. Защитникам города сохранили жизнь, обещав отпустить их после уплаты 200 тысяч динаров и освобождения около 1500 пленных христиан. Днём освобождения заложников было назначено 9 августа.
Необычно уважительные отношения между Ричардом и Саладином стали одним из наиболее известных средневековых романтических сюжетов. Саладин во время осады Акры посылал страдавшим от болезни Ричарду и Филиппу Августу свежие фрукты и лёд. Ричард также отвечал подарками.
После взятия Акры Ричард предложил всем крестоносцам дать клятву не возвращаться на родину ещё три года или до тех пор, пока не будет отвоёван Иерусалим. Король Франции отказался дать подобное обещание, собираясь в скором времени покинуть Святую землю, он также намечал воспользоваться отсутствием Ричарда для захвата его земель во Франции. Филипп поднял также вопрос о разделе острова Кипр, а в дальнейшем отношения двух королей ухудшились из-за спора между Ги Лузиньянским и Конрадом Монферратским о наследовании королевства Иерусалимского.

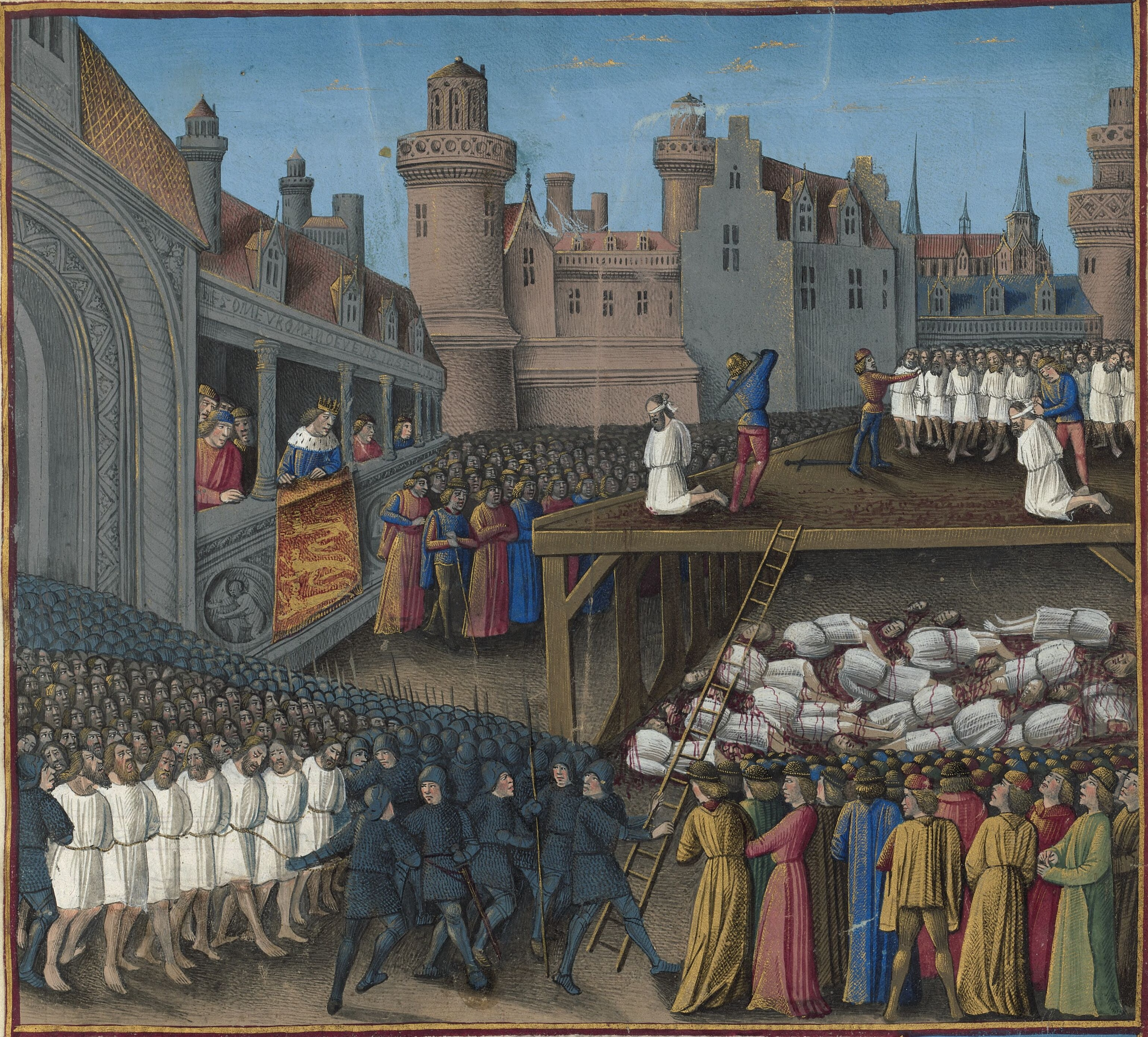
Избиение пленных мусульман Ричардом Львиное Сердце. Миниатюра Жана Коломба из книги Себастьена Мамро «Походы французов в Утремер» (1474).

29 июля Филипп добился согласия Ричарда на свой отъезд и поклялся на Евангелии в нерушимости союза между ним и английским королём. Передав своих крестоносцев Ричарду, он поставил во главе этого войска Гуго Бургундского. Ричард и Филипп разделили добычу, взятую в Акре. Герцог Австрийский Леопольд посчитал, что, как старейший участник осады Акры, имеет право на долю добычи, однако его претензии не были приняты во внимание. В знак того, что он тоже должен воспользоваться плодами победы, герцог повелел нести перед собой свой штандарт. Рыцари из свиты Ричарда бросили знамя на землю и топтали его. Своих заложников Филипп оставил Конраду Монферратскому, которого поддержал в споре о владении Иерусалимским королевством, и отбыл 31 июля в Тир. Отъезд Филиппа серьёзно осложнил положение крестоносцев, многие порицали его за отказ от продолжения борьбы, тогда как авторитет Ричарда возрос.
Крестоносцы готовились к новой кампании: Ричард поставил перед собой целью взятие Аскалона, за которым открывался путь на Египет.
Накануне предполагаемого обмена пленными между Ричардом и Конрадом Монферратским возник конфликт, едва не перешедший в военное столкновение. Маркиз отказался передать заложников королю на том основании, что они ему были отданы Филиппом. Спор был улажен герцогом Бургундским. Ни 9, ни 10 августа, вопреки обещаниям Саладина, пленные христиане не были отпущены, не получили крестоносцы и выкуп за защитников Акры и Истинное Древо Животворящего Креста, захваченное в битве при Хаттине. Срок обмена был перенесён на 20 августа, однако и в этот день Саладин не выполнил условий крестоносцев. По сообщению продолжателя хрониста Вильгельма Тирского, Ричард приказал казнить 2700 пленников: «со связанными руками они были умерщвлены на виду у сарацин». Саладин же в ответ казнил около 1600 христианских заложников. Переговоры английского короля и мусульманского правителя были сорваны.

### Походы на Иерусалим

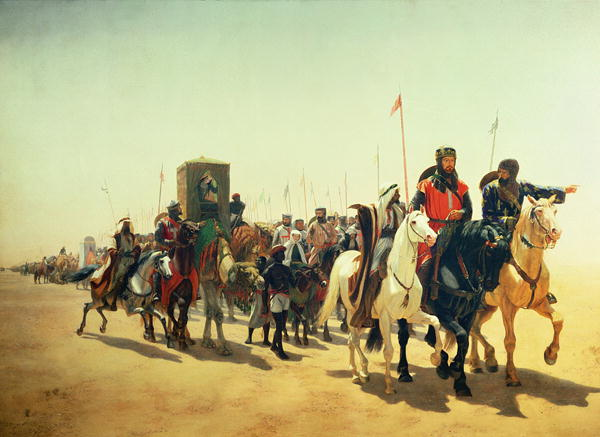
Ричард Львиное Сердце на пути в Иерусалим. Худ. Джеймс Уильям Гласс, около 1850 г.

Оставив Акру Бертрану де Вердену и Стивену (Этьену) де Лоншану, 22 августа 1191 года Ричард повёл крестоносцев вдоль берега моря по направлению к Аскалону; параллельным курсом за войском следовали корабли. 10 сентября он подошёл к Яффе, расположенной примерно в 100 км южнее Акры. После небольшой передышки у Хайфы (сам город был разорён Саладином) поход продолжился 30 августа. У реки Нахр-Фалик Саладин, воины которого во время всего перехода завязывали стычки с крестоносцами, преградил дорогу Ричарду. Король возобновил переговоры, 5 сентября на встрече с братом султана Маликом Аль-Адилем он потребовал сдачи Иерусалима и получил отказ. 7 сентября Ричард нанёс поражение войску Саладина в битве при Арсуфе. По словам хрониста Амбруаза, сам король «выказал такую доблесть, что вокруг его, с обеих сторон и спереди и сзади, образовалась широкая дорога, заполненная мёртвыми сарацинами». Ричард Львиное Сердце находился в самой гуще сражения, о чём свидетельствует «Путешествие короля Ричарда»: «Король Ричард преследовал турок с особой яростью, нападал на них и рассеивал их тела по земле. Никто не мог избежать его меча; куда бы он ни направился, его размахивающий меч всюду расчищал себе путь. Нанося непрекращающиеся удары неустанным мечом, он, казалось, пожинает урожай серпом, так, что трупы убитых им турок покрывали землю на полмили». Победа крестоносцев при Арсуфе повергла Саладина в уныние, а когда он вознамерился удержать Аскалон, его эмиры, боявшиеся повторить судьбу защитников Акры, потребовали, чтобы сам султан или кто-либо из его сыновей оставался с ними в городе. Тогда Саладин разорил Аскалон и, отступая, снова применил тактику «выжженной земли», уничтожая все на пути армии крестоносцев. По сообщению некоторых арабских хронистов (например, Ибн аль-Асира), маркиз Монферратский упрекал Ричарда в том, что, видя, как гибнет город, он не занял его «без боя и без осады». Ричард направил свои войска в Яффу, также разрушенную Саладином, для её восстановления и провёл там около двух месяцев. Там, во время объезда укреплений города, он чуть не попал в плен, и лишь благодаря тому, что рыцарь Гийом де Прео назвался сарацинам королём и отвлёк их внимание, Ричарду удалось спастись. Король снова начал переговоры с Маликом Аль-Адилем, надеясь получить все земли побережья.
В конце октября Ричард собрал свои войска для похода на Иерусалим. Перед этим по его приказанию тамплиеры перестроили на пути из Яффы в Иерусалим крепости Казаль-де-Плейн и Казаль-Муайен. Крестоносцы задержались у Рамлы из-за дождей с 15 ноября до 8 декабря 1191 года. В конце декабря войско Ричарда остановилось в Байт-Нубе, в 12 милях от Иерусалима. По свидетельству участника похода Амбруаза, воины, видя совсем рядом долгожданную цель, испытывали необычайный душевный подъём, забывая голод и холод. Ричард, однако, не стал штурмовать его: не было материалов для постройки осадных орудий — мусульмане уничтожили все деревья в окрестностях Иерусалима. К тому же армия Саладина находилась поблизости и в любой момент могла уничтожить меньшую по численности армию крестоносцев. Рыцари же, родившиеся на Святой земле, утверждали, что даже при благоприятном исходе дела (взятии города) удержать его будет трудно, и, как только крестоносцы, выполнив свой долг, отправятся домой, Иерусалим снова будет потерян.

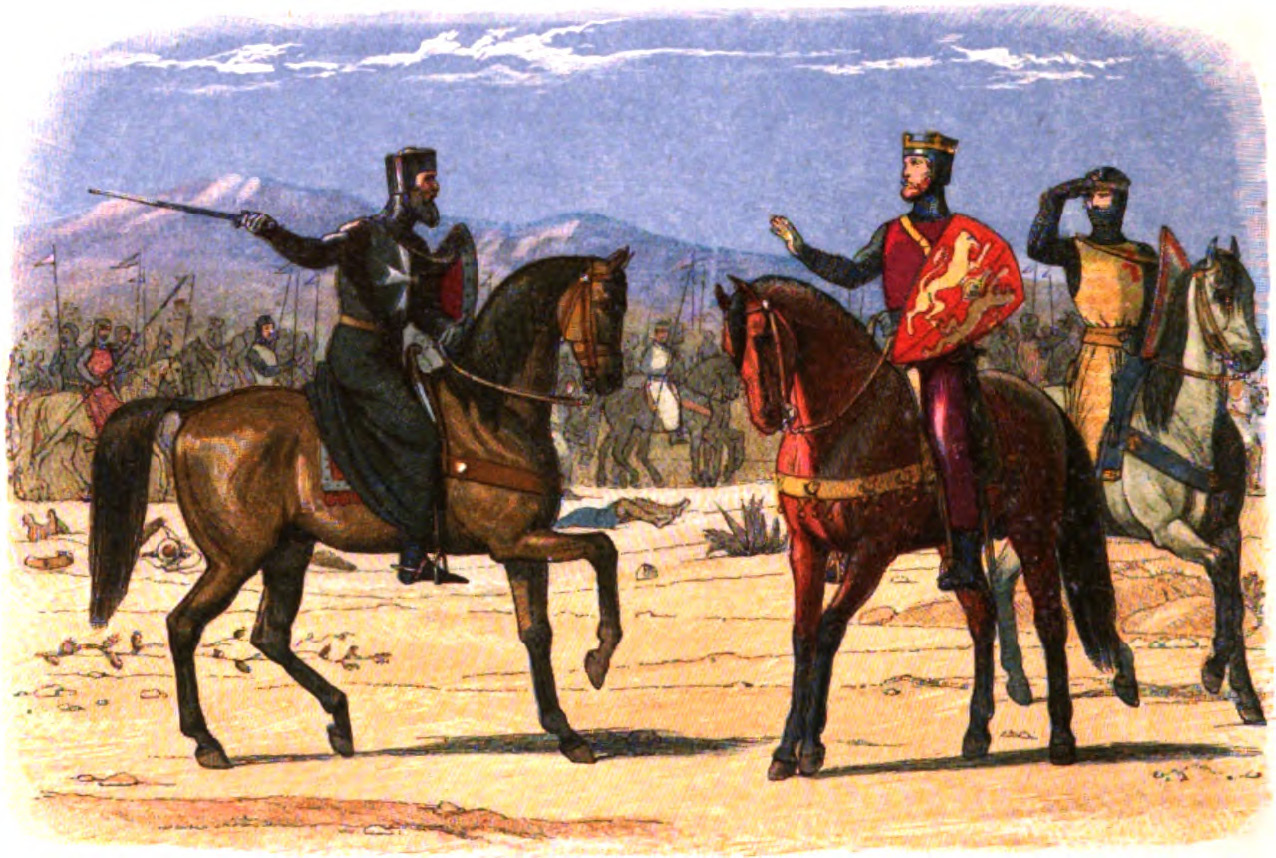
Ричард I и магистр ордена иоаннитов. Гравюра Эдмунда Эванса из иллюстрированных «Хроник Англии» Джеймса Дойла (1864)

Ричард отступил к побережью; часть французов ушла в Яффу, Акру и Тир. Король вместе со своим племянником Генрихом Шампанским направился в Ибелин. Вскоре он снова начал переговоры с Маликом эль-Адилем, как и с султаном, Ричард завязал с ним дружеские отношения. Они даже поднимали вопрос о свадьбе между сестрой Ричарда Иоанной и братом Саладина Аль-Адилем. Иоанна же соглашалась выйти замуж за эль-Адиля, только если он примет христианство, и предполагаемый брак не состоялся. Контакты короля с противником не нравились многим крестоносцам и были поводом «к великим обвинениям против Ричарда и к злословию» (Амбруаз). Очередной поход на Иерусалим Ричард начал без войска герцога Бургундского, которое было направлено на восстановление Аскалона, начавшееся 20 января. Ричарду пришлось вступить в безрезультатные переговоры в Сен-Жан-д-Акр с Конрадом Монферратским, вступившим в новый конфликт с Ги Лузиньяном. Французы присоединились к маркизу, пытались уйти в Акру, однако, когда Ричард воспрепятствовал этому, направились в Тир. Через некоторое время король получил известие о враждебных действиях брата Иоанна в Англии и, созвав в Аскалоне совет, объявил о том, что вскоре покинет Святую землю. Однако рыцари и бароны, которым предстояло остаться в Палестине, единодушно отвергли предложение Ричарда поставить командующим Ги Лузиньянского. Учитывая это, английский король признал за маркизом Монферратским право на королевство Иерусалимское и решил передать командование ему. Однако 28 апреля 1192 года Конрад Монферратский был убит ассасинами. Снова встал вопрос о претенденте на иерусалимский престол, им стал со всеобщего одобрения племянник французского и английского королей Генрих Шампанский. Ги Лузиньянский же, уплатив Ричарду 40 тысяч дукатов, стал владельцем острова Кипр.
Летом 1192 года Ричард планировал отправиться в поход на Египет, о чём ещё 11 октября 1191 года писал в своём послании из Акры в Геную. 17 мая он осадил, а через пять дней взял Даронскую крепость (ад-Дарум) — цитадель, находившуюся на пути через Синайскую пустыню. Во время осады к нему присоединились Генрих Шампанский и Юг Бургундский. В начале июня король вновь повёл войско к Иерусалиму, и все были уверены, что на этот раз город будет взят. В самом Иерусалиме, с того момента, как в пяти километрах от него были замечены разведчики крестоносцев, жители были охвачены паникой. Однако в середине июня Ричард снова остановился в Байт-Нубе, не дойдя до самого Святого города. По сообщению автора англо-нормандского рассказа о крестовом походе, в это время он посетил некоего отшельника с горы Святого Самуила. Тот в разговоре с королём заявил, «что не пришло ещё время, когда Бог сочтёт людей Своих достаточно освятившимися, чтобы Святая земля и Пресвятой Крест могли быть переданы в руки христиан». Это предсказание, ставшее известным крестоносцам, поколебало их уверенность, они медлили, решив дождаться поддержки из Акры. 20 июня 1192 года Ричард захватил караван, следовавший из египетского Бильбаиса, взяв богатейшую добычу. Это обстоятельство повергло в растерянность самого Саладина. Воспрявшие же духом крестоносцы были готовы напасть на Иерусалим, однако король так и не смог решиться на штурм. Амбруаз рассказывает о его колебаниях: Ричард опасался потери чести в случае неудачи, боялся остаться «навсегда виноватым». На совете 4 июля, где собрались представители орденов тамплиеров и госпитальеров, французских и английских рыцарей, а также рыцарей, уроженцев Святой земли, было решено отойти от Иерусалима без боя. Дух армии крестоносцев был подорван.

### Завершение похода

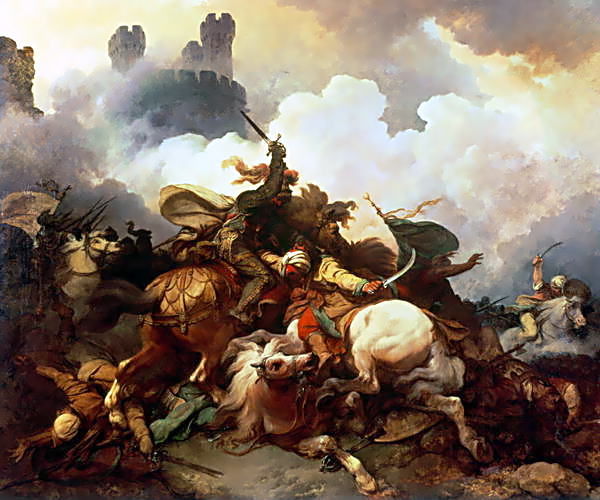
Ричард I в Палестине. Худ. Филипп Якоб Лютербург, нач. XIX в.

Возвратившись в Акру, Ричард готовился к походу на Бейрут. Вскоре он получил известия о нападении Саладина на Яффу и отплыл на её защиту. 1 августа корабли христиан, возглавляемые королевским судном, подошли к Яффе. Король первым высадился на берег, за ним последовали другие воины. Крестоносцы под прикрытием щитов, сооружённых из обломков кораблей, добрались до укреплений города и отбили его у Саладина, отступившего к Язуру. Отряд английского короля, который насчитывал около двух тысяч человек, разместился лагерем у Яффы. Утром 5 августа Саладин, располагавший армией, превосходящей силы противника в несколько раз, предпринял попытку разбить франков. Благодаря присутствию духа Ричарда, его решительным действиям, крестоносцы отбили атаку сарацин. По свидетельству Амбруаза, сам король бился так, что кожа на его руках порвалась. Ближе к завершению битвы Малик аль-Адиль, видя, что Ричард лишился лошади, послал к нему мамелюка с двумя скакунами, так как король не должен был сражаться пешим. Баха ад-Дин, современный мусульманский солдат и биограф Саладина, записал дань воинскому мастерству Ричарда в этой битве: «Меня уверяли… что в тот день король Англии с копьем в руке проезжал на всю длину нашей армии справа налево, и ни один из наших воинов не покинул ряды, чтобы напасть на него. Султан разгневался на это и в гневе покинул поле боя…». Саладин ушёл через Язур на Латрун.
Епископ Солсбери Губерт Готье и Генрих Шампанский убедили Ричарда начать переговоры, которые продолжались около месяца. Саладин тянул время, понимая, что Ричарду задержка невыгодна. 2 сентября 1192 года был заключён Яффский договор. Ричард добился для христиан свободы доступа к святыням без внесения таможенных сборов и пошлин на проживание в Иерусалиме, Саладин признал прибрежные земли Сирии и Палестины от Тира до Яффы владениями крестоносцев. Яффа на долгие годы стала местом, куда приходили паломники и дожидались там разрешения на продолжение пути до Рамлы и Иерусалима. Были освобождены пленники и в их числе рыцарь Гийом де Прео, благодаря которому избежал плена Ричард. Сам король Англии не решился посетить Иерусалим, чувствуя свою вину, так как «не смог вырвать его из рук своих врагов». Несмотря на то, что Иерусалим не был взят, завоевания Ричарда обеспечили существование христианского королевства на Святой земле ещё на сто лет.

## После крестового похода

### События в Англии
События, произошедшие во время отсутствия Ричарда в Англии, требовали незамедлительного возвращения короля. Конфликты между епископом Лоншаном, получившим от Ричарда полномочия канцлера, и братьями короля не прекращались. Ещё будучи на Сицилии, Ричард направил в Англию епископа Руанского, поручив тому улаживать вскрывшиеся противоречия. Также король пожелал, чтобы Хью Бардулф сменил брата Уильяма де Лоншана на должности шерифа провинции Йорк. Брат короля Иоанн осадил замок Линкольн, который пожелал взять под свою руку Лоншан, и захватил замки Тикхилл и Ноттингем. Смерть папы Климента заставила Лоншана, считавшегося папским легатом, заключить мирный договор с Иоанном и отвести своих наёмников, захвативших Линкольн. В июле 1191 года Уильям Лоншан дал обещание поддержать занятие английского престола Иоанном в том случае, если Ричард погибнет на Святой земле. Однако канцлер воспрепятствовал возвращению в Англию единокровного брата короля Джеффри, ставшего архиепископом Йоркским. Джеффри высадился в Дувре 14 сентября, был там захвачен людьми канцлера и заключён в крепость вместе со своей свитой. Вскоре Лоншан выпустил брата короля, однако тот, прибыв в Лондон, не переставал жаловаться на его произвол. Судя по сообщениям Юга де Нюана, епископа Личфилда (или Ковенри), Лоншан после нескольких столкновений с людьми Иоанна Безземельного укрылся в Тауэре. 8 октября 1191 года в соборе Святого Павла Иоанн при большом стечении народа сместил со всех постов Лоншана. После этого представители лондонских горожан во главе с Махаэлем Валийским принесли присягу в верности Ричарду и Иоанну, признав последнего наследником короля. Лоншан оставил свои полномочия, освободил занимаемые им Виндзор и Тауэр и, оставив заложников, бежал из Англии. Так как Лоншан был отлучён от церкви, его епархия, Или, была лишена отправления обрядов. Алиенора Аквитанская, посетившая несколько поместий диоцеза Или, ходатайствовала за снятие отлучения. Тем временем Лоншан, встретившись с папой римским, склонил его на свою сторону и сумел добиться от него восстановления в правах папского легата.

### Плен
Возвратившийся из Святой земли епископ Бовезский, Филипп де Дрё, распространял слухи о коварстве Ричарда. Он обвинял английского короля в том, что тот хотел выдать Филиппа Августа Саладину, приказал убить Конрада Монферратского, отравил герцога Бургундского и предал дело крестоносцев. По сообщению хрониста, епископ Бовезский уверил короля Франции, что Ричард помышляет о его убийстве, и тот направил посольство к императору Священной Римской империи, чтобы настроить последнего против короля Англии. Хронист Вильгельм Нойбургский рассказывает о том, что Филипп Август, опасаясь наёмных убийц, окружил себя вооружённой охраной. Император же распорядился в случае появления Ричарда на землях, подчинённых ему, задержать короля Англии.
Возвращаясь из Палестины, король сделал остановку на Кипре. Здесь он подтвердил права Ги Лузиньяна на остров. 9 октября 1192 года Ричард покинул Кипр. Его флот попал в серию штормов, продолжавшуюся шесть недель. За несколько дней до планируемой высадки в Марселе король получил известие о том, что будет захвачен, как только ступит на землю. Он повернул обратно и был вынужден причалить к острову Корфу, принадлежащему Византии, где встретил два пиратских корабля. Пираты выразили желание провести с Ричардом переговоры, тот, согласившись, посетил их в сопровождении нескольких приближённых. Вместе с каперскими судами король продолжил путешествие вдоль Адриатического побережья и высадился близ Рагузы.

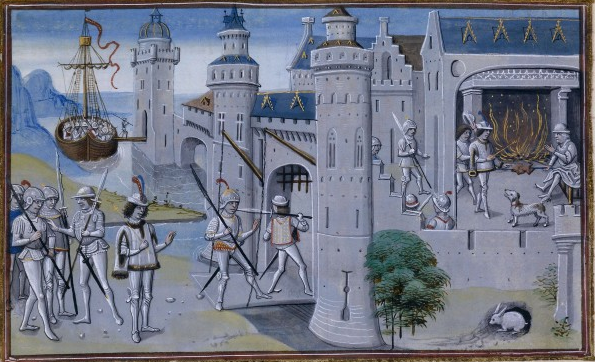
Арест и заключение Ричарда I близ Вены. Миниатюра французской рукописи (1470—1480)

Земли, где находился Ричард, принадлежали вассалу Леопольда V Мейнхарду II Горицкому, у которого король должен был получить разрешение на проход до Альп. Понимая, что рискует свободой, а то и жизнью, он назвался купцом Гуго, сопровождающим графа Бодуэна Бетюнского, возвращающегося из паломничества. Гонец, отправленный к Мейнхарду II, получил также для графа Горицкого ценные подарки. Однако именно щедрость мнимого купца вызвала подозрения у Мейнхарда, что с графом Бетюнским путешествует сам Ричард. Разрешив паломникам переход через свои земли, Мейнхард в то же время просил своего брата Фридриха Бетесовского захватить короля. Один из приближённых Фридриха, некий Роже д’Аржантон, получил приказ обыскать все дома в городе и найти Ричарда. Увидев короля, д’Аржантон умолял его поскорее бежать, и Ричард, сопровождаемый всего двумя спутниками, отправился в сторону Вены. Через трое суток король остановился в местечке Гинана на Дунае. Один из слуг Ричарда, знавший немецкий язык, отправился купить еды. Он навлёк на себя подозрения тем, что пытался расплатиться золотыми безантами, никогда прежде не виданными местными жителями. Слуга поспешно вернулся к Ричарду и просил того срочно покинуть город. Однако короля настиг приступ болезни, которой он страдал с того времени, как побывал в Палестине. Беглецам пришлось задержаться на несколько дней.

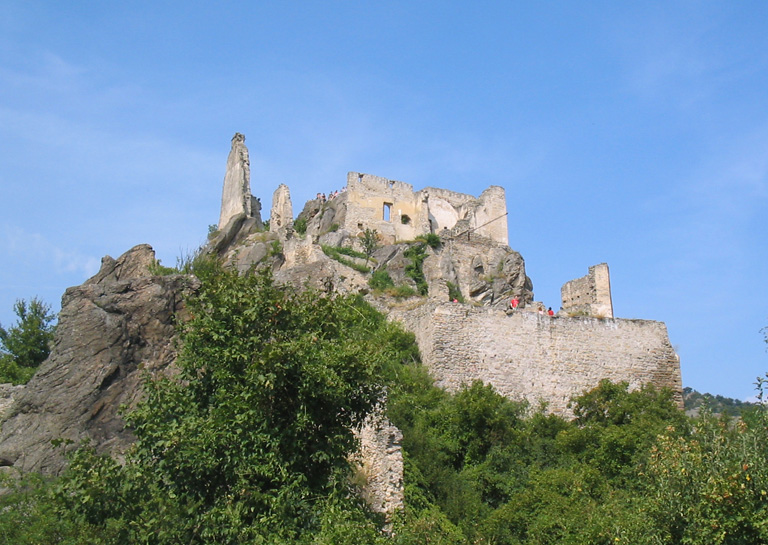
Развалины замка Дюрнштайн, места заключения Ричарда

21 декабря 1192 года спутник короля снова отправился в город за едой и был арестован, так как у молодого человека были перчатки с гербом Ричарда. Слугу заставили раскрыть убежище короля. Схватил Ричарда Георг Роппельт, рыцарь австрийского герцога Леопольда, находившегося в то время в Вене. Сначала короля Англии держали в замке Дюрнштайн в шестидесяти километрах от Вены, потом — в Оксенфурте, близ Вюрцбурга. В Оксенфурте Ричард был передан императору Генриху VI. Позднее местом заключения стал имперский замок Трифельс. По сообщению Ральфа Коггсхоллского, по приказу императора король был окружён охраной днём и ночью, но сохранял присутствие духа. Стража с обнажёнными мечами не давала никому приблизиться к Ричарду, между тем, его хотели видеть многие, среди прочих — настоятель Клюнийского аббатства, епископ Гуго Солсберийский и канцлер Уильям де Лоншан. Согласно одной из легенд, пленённого Ричарда узнал находившийся там проездом пикардийский трувер Блондель де Нель, которому венценосный узник напел известную им одним песню, после чего, вернувшись в Англию, менестрель сообщил там о месте заточения короля.
Генрих VI в Хагенау на специально созванном собрании высокопоставленных духовных и светских лиц огласил список обвинений, предъявляемых им Ричарду. По мнению императора, из-за действий английского короля он потерял Сицилию и Апулию, на которые претендовала его супруга Констанция. Император не обошёл своим вниманием свержение императора Кипрского, своего родственника. По словам Генриха, Ричард продавал и перепродавал остров, не имея на то никакого права. Также прозвучали обвинения короля в смерти Конрада Монферратского и попытке убить Филиппа Августа. Были упомянуты эпизод с оскорблением знамени герцога Австрийского и многократно выказываемое презрение к крестоносцам из Германии. Ричард, присутствовавший на собрании, отверг все обвинения, и, по рассказу хрониста, его защита была столь убедительна, что он «заслужил восхищение и уважение всех». Сам император «проникся к нему не только милосердием, но даже стал питать к нему дружбу». Соглашение о выкупе короля Англии было принято 29 июня. Император потребовал 150 тысяч марок — двухлетний доход английской короны, причём на долю Леопольда приходилось лишь 30 тысяч. Известно, что Филиппа Августа обвиняли в попытке подкупа императора: будто бы он предлагал сумму, равную выкупу, либо бо́льшую, лишь бы тот продолжал удерживать Ричарда в заключении, однако Генриха удержали от нарушения клятвы имперские князья.
В Англии о пленении Ричарда стало известно в феврале 1193 года. Алиенора Аквитанская обратилась к папе Целестину III, упрекая его в том, что он не сделал всё возможное, чтобы вернуть Ричарду свободу. Целестин отлучил от церкви Леопольда Австрийского и довёл до сведения Филиппа Августа, что экскоммуникации подвергнется и он, если принесёт ущерб землям крестоносцев (в их число входил и Ричард), но против императора Генриха ничего не предпринял. После получения условий, на которых должен был быть освобождён король, всем налогоплательщикам было приказано предоставить четвёртую часть доходов для сбора средств на выкуп. Алиенора Аквитанская лично следила за выполнением предписания юстициариев. Когда стало ясно, что требуемую сумму не удаётся собрать, было решено отправить императору двести заложников до тех пор, пока он не получит весь выкуп. Алиенора лично доставила деньги в Германию. 2 февраля 1194 года на торжественном собрании в Майнце Ричард получил свободу, но был вынужден принести оммаж императору и обещать ему выплату ежегодно пяти тысяч фунтов стерлингов. Кроме того, Ричард помирил императора и герцога Саксонского Генриха Льва, залогом согласия должен был стать брак одного из сыновей герцога и девушки из рода императора. 4 февраля 1194 года «возвращённый матери и короне» Ричард и Алиенора покинули Майнц. По сообщению хрониста Вильяма Ньюбургского, после отъезда английского короля император пожалел о том, что отпустил узника, «тирана сильного, воистину угрожающего всему миру», и отправил за ним погоню. Когда же Ричарда не удалось схватить, Генрих ужесточил условия, в которых содержались английские заложники.
Филипп II послал Иоанну Безземельному письмо со словами «Будь осторожен. Дьявол на свободе».

### Конец правления

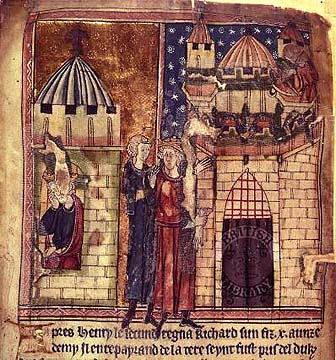
Король Ричард в заключении (слева) и гибель Ричарда у Шалюса (справа)

Ричард возвратился в Англию 13 марта 1194 года, торжественно встреченный народом. Пребывание в австрийском плену пошло ему на пользу, в результате чего он сильно поправился и был в шутку прозван сопровождавшим его трубадуром Бертраном де Борном «Толстой Задницей». После кратковременного пребывания в Лондоне король направился в Ноттингем, где осадил крепости Ноттингем и Тикхилл, занятые сторонниками его брата Иоанна. По словам хрониста Роджера Ховеденского, защитники цитаделей, поражённые возвращением короля, а также благодаря посредничеству епископа Дарема Гуго де Пюизе, сдались без боя 28 марта. Некоторые из них избежали тюремного заключения, выплатив Ричарду, нуждавшемуся в деньгах, большие выкупы. 10 апреля в Нортхемптоне король созвал торжественную Пасхальную ассамблею, завершившуюся 17 апреля его второй коронацией в Винчестере. Перед церемонией состоялось собрание подчинённых Ричарду кастелянов и сеньоров, изъявивших ему свою верность. Конфликт Ричарда с Филиппом Августом был неизбежен, войну отсрочило лишь тяжёлое материальное положение Англии и необходимость мобилизации всех сил для ведения масштабных боевых действий. Ричард также постарался обезопасить северную и юго-западную границы своих земель. В апреле 1194 года за сумму, почти равную размеру его выкупа, король Англии подтвердил независимость Шотландии, лишив Филиппа Августа возможного союзника. 12 мая Ричард покинул Англию, доверив управление в стране Губерту Готье. Автор жизнеописания Уильяма Маршала рассказывает о восторженном приёме, оказанном королю жителями нормандского Барфлёра. В Лизьё, в доме архидиакона Иоанна д’Алансона, состоялась встреча Ричарда с братом. Король помирился с Иоанном и назначил его наследником, несмотря на его былые контакты с королём Франции, использовавшим любую возможность, чтобы расширить свои владения за счёт земель анжуйского дома. По приказу Ричарда был составлен список мужчин (так называемая «оценка сержантов»), представителей всех населённых пунктов, которые, в случае необходимости, могли пополнить армию короля. Весной 1194 года Филипп Август осадил Вернёй, однако отошёл от него 28 мая, получив весть о появлении Ричарда. 13 июня английский король захватил замок Лош в Турени. Немного позднее он стал лагерем в Вандоме. Филипп Август, разграбив Эврё, отправился на юг и остановился недалеко от Вандома. В произошедшем 5 июля столкновении при Фретевале Ричард одержал верх, преследовал отступивших французов и едва не пленил Филиппа. После битвы у Фретеваля стороны договорились о перемирии.
Желая поддержать дух английского рыцарства, после неудач крестового похода находившийся в упадке, а также остро нуждаясь в деньгах, 22 августа 1194 года Ричард своим указом разрешил проводить в Англии рыцарские турниры, запрещённые его отцом. Все участники, в соответствии со своим положением, вносили в казну особую пошлину. В 1195 году, когда из-за неурожая пострадала Нормандия, Ричард снова воспользовался финансовой помощью Англии. Внезапная смерть Леопольда Австрийского принесла освобождение заложников, которых тот удерживал, в ожидании выплаты Ричардом остатка выкупа. Сын Леопольда, экскоммуникация которого так и не была отменена, опасаясь дальнейших наказаний, отпустил англичан.

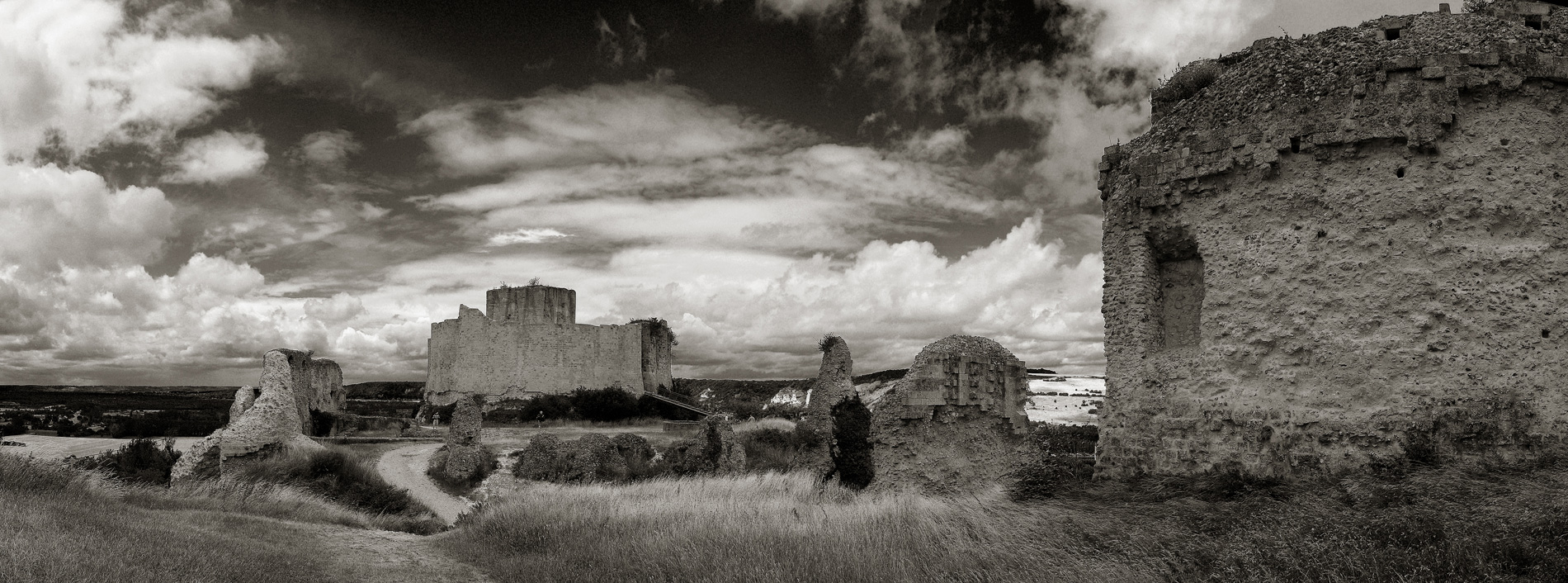
Руины Шато-Гайара. Даже «кровавый дождь», прошедший над строящимся замком и считавшийся дурным предзнаменованием, не заставил Ричарда остановить постройку этой дорогостоящей крепости

Боевые действия между Ричардом и Филиппом продолжались. Новая встреча английского и французского королей состоялась в Вернёй 8 ноября 1195 года, несмотря на то, что стороны не урегулировали конфликт, перемирие было продлено до 13 января 1196 года. Чуть позже Филипп Август взял Нонанкур и Омаль, почти в то же время взбунтовалась Бретань: её жители стремились к независимости и поддерживали Артура, сына Джеффри Бретонского, союзника французского короля. Чтобы подавить волнения в этой провинции, войска Ричарда совершили туда несколько рейдов. Эти события заставили Ричарда искать примирения с Раймундом Тулузским. Брак его сестры Иоанны с графом Тулузы, заключённый в октябре 1196 года в Руане, делал последнего союзником английского короля.
В 1196—1198 годах Ричард построил в Нормандии замок Шато-Гайар недалеко от Руана. Несмотря на то, что по договору с Филиппом он не должен был возводить крепостей, Ричард, потерявший свою ключевую нормандскую цитадель Жизор (в 1193 году она была захвачена французским королем), завершил сооружение Шато-Гайара в рекордно короткие сроки.

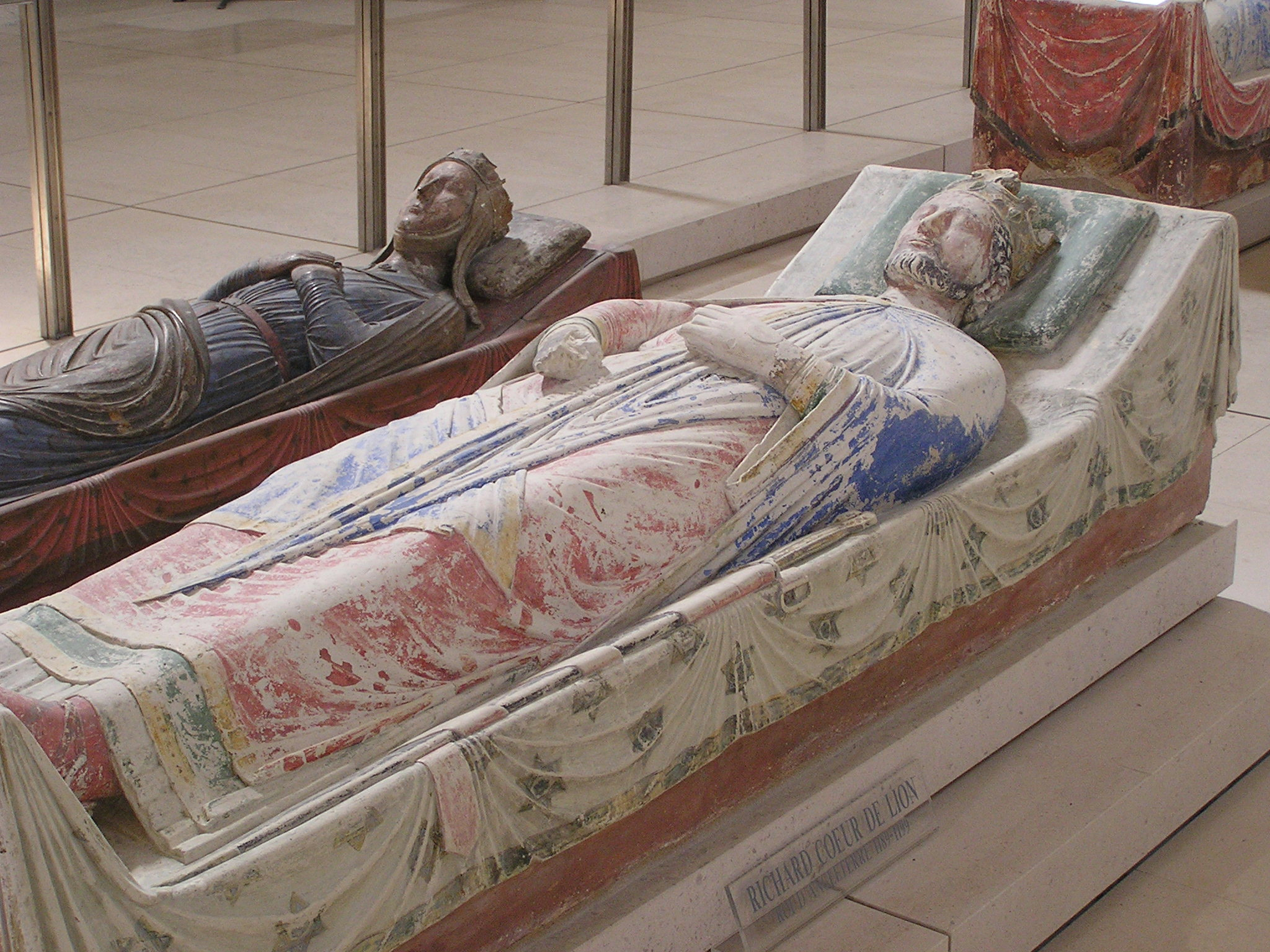
Могила Ричарда I в аббатстве Фонтевро

После смерти императора Генриха VI германские князья предложили корону Священной Римской империи английскому королю. Ричард не принял её, однако назвал имя того, кого хотел бы видеть императором: сына сестры Матильды, Оттона Брауншвейгского. В 1197 году Ричард заключил договор с Бодуэном Фландрским, который принёс королю Англии вассальную присягу. Таким образом, его положение на континенте усиливалось: Франция оказалась в окружении его союзников. 
В продолжавшихся стычках между войсками двух королей удача сопутствовала Ричарду, причём последний период войны был отмечен обоюдной жестокостью по отношению к пленным. Потерпев ряд поражений, в том числе в бою при Жизоре, Филипп решил заключить мирный договор. Он встретился с Ричардом на Сене между Гуле и Верноном. 13 января 1199 года было заключено соглашение о пятилетнем перемирии. Договор подтверждал права Оттона Брауншвейгского на корону Священной Римской империи и предусматривал брачный союз между сыном Филиппа и племянницей Ричарда (личности жениха и невесты не были уточнены). После Рождественской ассамблеи в Донфроне Ричард направился в Аквитанию. В начале марта он принял посланников от виконта Лиможского Адемара V (Бозон, около 1135—1199). Согласно обычаю, виконт предлагал своему сеньору часть клада, найденного в его земле.
26 марта 1199 года при осаде замка Адемара V Лиможского Шалю-Шаброль в Лимузене Ричард был ранен в шею арбалетным болтом, выпущенным французским рыцарем Пьером Базилем, и 6 апреля скончался от заражения крови на руках своей 77-летней матери Алиеноры.

## Место захоронения
Внутренности Ричарда были похоронены в Шалю, остальная часть его тела была погребена на севере, в аббатстве Фонтевро, рядом с его отцом, а сердце забальзамировано и похоронено в соборе Нотр-Дам в Руане.

## Наследие
Поскольку Ричард не имел законных детей, трон перешёл к его брату Иоанну.
Наиболее важные последствия правления Ричарда:
- В каждом сражении с Саладином Ричард выходил победителем, благодаря чему отвоевал побережье от Тира до Яффы, сохранив таким образом государственность крестоносцев на Святой земле ещё на целых сто лет, хотя сам Иерусалим и остался во власти мусульман.
- Захваченный Ричардом Кипр был прекрасной тыловой базой для крестоносцев, которая использовалась для поддержания французских владений в Палестине в течение целого столетия.
- Военные подвиги Ричарда сделали его одной из самых выдающихся фигур в средневековой истории и литературе. Ричард выступает героем многочисленных легенд (особенно сказаний о Робине Гуде, хотя они и жили в разное время), книг (например, «Айвенго» Вальтера Скотта, «Поющий король» Александра Сегеня), фильмов (например, «Лев зимой»), песен (например, композиция Lionheart NWOBHM-группы Saxon) и компьютерных игр (Stronghold Crusader, Assassin’s Creed).

## Трубадур
Получив в детстве неплохое образование и обладая немалыми талантами от природы, Ричард говорил по-латыни лучше многих архиепископов, свободно сочинял стихи на французском и провансальском языках, а также музыку для своих песен, которые исполнял под собственный аккомпанемент. Зная толк в поэзии и музыке, он, подобно своей матери, всю жизнь собирал вокруг себя трубадуров и менестрелей, один из которых, вышеупомянутый Блондель де Нель, обучал его принципам стихосложения.
Сохранилось два стихотворных произведения, написанных Ричардом: наиболее известна его канцона, сочинённая в плену у Генриха VI, обращённая единоутробной сестре Марии Шампанской, где упоминается и другая единоутробная сестра — Алиса Французская.
Сирвента, второе дошедшее до нас произведение, обращена к Дофину Овернскому, графу Клермона и Монферрана, и его троюродному кузену со стороны отца — Ги II, графу Оверни и Родеза. В ней король упрекает Дофина, за то, что он перешёл на сторону Филиппа Августа (1194). Сирвента написана на пуатевинском диалекте старофранцузского языка.

## Семья

### Брак и дети
В 1940-х годах британскими историками, в частности, был поднят вопрос о гомосексуальности Ричарда. Опираясь на туманные намёки, встречающиеся в хрониках Ричарда из Девайзеса и Роджера Ховеденского, они допускали возможность плотской связи его с Филиппом II Августом, убедительно опровергнутую медиевистом Джоном Джиллингемом, упрекнувшим их в буквальной трактовке традиционных для средневековой историографии реминисценций из Ветхого Завета. В настоящее время данный вопрос остаётся открытым, поскольку основывается на толковании всего двух неоднозначных упоминаний его отношений с французским королем. Мнения ведущих историков о сексуальной ориентации монарха различаются. Во всяком случае, детей, рождённых в браке, у 41-летнего короля не было.
- Жена (с 12 мая 1191, Кипр) Беренгария Наваррская (ок. 1170—1230), дочь Санчо VI Мудрого, короля Наварры
  - Брак был бесплоден.
- Внебрачная связь.
  - внебрачный сын — Филипп де Коньяк (начало 1180-х — после 1201). Филипп де Коньяк послужил прообразом Филиппа-бастарда (англ. Philip the Bastard) в пьесе Шекспира «Король Иоанн», в которой Филипп представлен сыном вдовы сэра Роберта Фоконбриджа.

## Отзывы современников
Король Ричард неоднократно упоминается своим другом и одновременно врагом, известным окситанским трубадуром Бертраном де Борном, под сеньялем «Да-и-Нет». Фигурирует в сочинениях других трубадуров — Пейре Видаля, Гаусельма Файдита, Гираута де Калансона, монаха из Монтаудона, а также трувера Амбруаза, участника Третьего крестового похода, составившего его поэтическую летопись, положенную в основу «Итинерария паломничества и деяний короля Ричарда» лондонского приора Ричарда де Темпла. Из числа прочих биографов и историков его правления следует отметить Роджера Ховеденского, Гиральда Камбрийского, Вильяма Ньюбургского, Ральфа Нигера, Ральфа Коггсхоллского, Радульфа де Дисето, Ричарда из Девайзеса, Гервасия Кентерберийского, Роджера Вендоверского, Жильбера Монского, Ригора из Сен-Дени, Бернара Итье и др.

## В культуре

### В художественной литературе
- Романы Вальтера Скотта:
  - «Айвенго» (1819)[121]. Король Ричард появляется в качестве второстепенного персонажа.
  - «Обручённая» (1825)[122]. Действия романа происходят во времена правления Генриха II, принц Ричард и его брат Иоанн появляются как эпизодические персонажи.
  - «Талисман» (1825)[123]. Роман рассказывает о событиях третьего крестового похода, король Ричард является одним из главных героев.
- «Айвенго» — пьеса Александра Дюма (1822), адаптация романа Скотта.
- Морис Юлет — «Ричард Львиное Сердце» (1902)[124].
- Гор Видал — «Поиски короля» (1950)[125].
- Нора Лофтс — «Лютнист» (1951)[126].
- Сегень А. Ю. Поющий король. Роман. — М.: Армада, 1998.

### В поэзии
- В 1851 году немецкий поэт Генрих Гейне написал стихотворение «König Richard» («Король Ричард»), посвящённое Ричарду Львиное Сердце.

### В театре
- Георг Фридрих Гендель — опера «Ричард I, король Английский[англ.]» (1727)
- Андре Гретри — опера «Ричард Львиное Сердце» (1784)
- Джеймс Голдмен — пьеса «Лев зимой» (1966)
- Глеб Панфилов — спектакль «Аквитанская львица» (2010)

### В кино и на телевидении
- «Робин Гуд» / Robin Hood (1922; США), реж. Аллан Дуон, в роли Ричарда — Уоллес Бири.
- «Ричард Львиное Сердце» / Richard the Lion-Hearted (1923; США), реж. Честер Уитей, в роли Ричарда — Уоллес Бири.
- «Крестоносцы» / The Crusades (1935; США), реж. Сесил Демилль, в роли Ричарда — Генри Вилкоксон
- «Приключения Робин Гуда» / The Adventures of Robin Hood (1938; США), реж. Майкл Кёртиц и Уильям Кили, в роли Ричарда — Иэн Хантер.
- «Айвенго» / Ivanhoe (1952; США), реж. Ричард Торп, в роли Ричарда — Норман Вудланд
- «Ричард Львиное Сердце» / King Richard and the Crusaders (США, 1954) режиссёр Дэвид Батлер, в роли Ричарда — Джордж Сэндерс.
- «Ричард Львиное Сердце»[англ.] / Richard the Lionheart (Великобритания; 1962—1963; телесериал), в роли Ричарда — Дермот Уолш.
- «Доктор Кто» / Doctor Who (эпизод «Крестовый поход» / The Crusade, 1965; Великобритания), реж. Дуглас Кэмфилд, в роли Ричарда — Джулиан Гловер.
- «Лев зимой» / The Lion in Winter (Великобритания, 1968), реж. Энтони Харви, в роли Ричарда — Энтони Хопкинс.
- «Айвенго» / Ivanhoe (Великобритания, 1970) — телесериал, реж. Дэвид Малони, в роли Ричарда — Бернард Хорсфолл[англ.].
- «Салахуддин Ейюби» (Турция-Иран, 1970) — фильм, реж. Сюреййя Дуру, в роли Ричарда — Орхан Гюнширай.
- «Айвенго» / Ivanhoe (1982; США), реж. Дуглас Кэмфилд, в роли Ричарда — Джулиан Гловер.
- «Баллада о доблестном рыцаре Айвенго» (СССР; 1982), реж. Сергей Тарасов, в роли Ричарда — Ромуалдс Анцанс.
- «Робин из Шервуда» / Robin of Sherwood (Великобритания; 1984), реж. Йен Шарп, в роли Ричарда — Джон Рис-Девис (1-й сезон, эпизод 6 «Королевский шут»).
- «Робин Гуд: Принц воров» / Robin Hood: Prince of Thieves (США; 1991), реж. Кевин Рейнольдс, в роли Ричарда — Шон Коннери.
- «Ричард Львиное Сердце» (Россия-Сирия; 1992), реж. Евгений Герасимов, в роли Ричарда — Александр Балуев.
- «Рыцарь Кеннет» (Россия-Сирия; 1993), реж. Евгений Герасимов, в роли Ричарда — Александр Балуев.
- «Робин Гуд: Мужчины в трико» / Robin Hood: Men in Tights (США, Франция; 1993), реж. Мел Брукс, в роли Ричарда — Патрик Стюарт.
- «Молодой Айвенго» / Young Ivanhoe (Канада, Франция, Великобритания; 1999), реж. Ральф Л. Томас, в роли Ричарда — Марек Васут.
- «Лев зимой» / The Lion in Winter (США, 2003), реж. Андрей Кончаловский, в роли Ричарда — Эндрю Говард.
- «Царство небесное» / Kingdom of Heaven (США, Испания, 2005), реж. Ридли Скотт, в роли Ричарда — Иэн Глен.
- «Ад Данте: Анимированный эпос» / Dante’s Inferno: An Animated Epic (Япония, США, Сингапур, Корея Южная; 2010), Ричарда озвучил — Х. Ричард Грин.
- «Робин Гуд» / Robin Hood (2010; США, Великобритания), реж. Ридли Скотт, в роли Ричарда — Дэнни Хьюстон.
- Мультфильм «Том и Джерри: Робин Гуд и Мышь-Весельчак[англ.]» / Tom and Jerry: Robin Hood and His Merry Mouse (США, 2012), Ричарда озвучил Клайв Ревилл.

### В играх
- Ричард является одним из персонажей игры Assassin’s Creed. Действие игры происходит в 1191 году, в момент противостояния короля и Саладина.
- В игре Lionheart: Legacy of Crusader главный герой — потомок и наследник Ричарда. Сюжет отсылает к реальным и вымышленным эпизодам жизни короля.
- Ричарда можно видеть в финальной видеовставке при победе в игре Робин Гуд: Легенда Шервуда.
- В финале игры Conquest of the Longbow Ричард возглавляет суд над Робином, и в результате либо осуждает, либо награждает главного героя.
- Ричард присутствует в игре Stronghold Crusader.
- В Игре Empires: Dawn of the Modern World присутствует кампания за Англию в Средние века «Сердце льва», в которой игроку предстоит управлять войсками Ричарда Львиное Сердце, будущего английского короля, в борьбе за престол. Сюжет кампании — вымышленная война Ричарда против Франции в XII веке.
- В игре Lionheart: Kings’ Crusade есть возможность сыграть в игровую кампанию за Ричарда Львиное Сердце.
- В игре Civilization V можно получить достижение «Ричард Львиное Сердце». Для этого нужно, играя за Англию на императорской или более высокой сложности, захватить Иерусалим в сценарии «На пути к Возрождению».

### Скульптуры
- Конная скульптура Ричарда работы скульптора Карло Марокетти была частью экспозиции Хрустального дворца на Всемирной выставке 1851 года. Позднее памятник был отлит в бронзе и установлен у Вестминстерского дворца в Лондоне.